# أعلام العائلة المالكة الهولندية

الراية الملكية الهولندية.

أعلام العائلة المالكة الهولندية هي مجموعة من الأعلام تستخدم لتمييز أحد أفراد العائلة المالكة. تم اعتماد النظام الحالي لأعلام الملك والأمراء والأميرات الهولنديين في عام 1908.

التغييرات في العلم الملكي قبل، وبعد انضمام فيليم الكسندر.

في عام 1907 أدخلت تعديلات طفيفة على شعار النبالة الهولندي. وبالمثل اعتُمد علم جديد للملك الهولندي في العام التالي. صممت هذه الأعلام من قبل المجلس الأعلى للنبلاء (المسؤول أيضًا عن شعارات النبالة للعائلة المالكة) وتمنح بمرسوم ملكي. عادة ما يتم تقاسم هذه الأعلام بين الأشقاء مثل شعارات النبالة.

## معرض صور